# Wilhelminen-Quadrille
Die Wilhelminen-Quadrille ist eine Quadrille von Johann Strauss (Sohn) (op. 37). Sie wurde am 10. Februar 1847 in Dommayers Casino in Wien erstmals aufgeführt.

## Einzelnachweis
1. ↑  Quelle: Englische Version des Booklets (Seite 106) in der 52 CDs umfassenden Gesamtausgabe der Orchesterwerke von Johann Strauß (Sohn), Hrsg. Naxos (Label). Das Werk ist als vierter Titel auf der 40. CD zu hören.